# Гленберні-Берчі-Гед-Шоул-Брук
Гленберні-Берчі-Гед-Шоул-Брук (англ. Glenburnie-Birchy Head-Shoal Brook) — містечко в Канаді, у провінції Ньюфаундленд і Лабрадор.

## Населення
За даними перепису 2016 року, містечко нараховувало 224 особи, показавши скорочення на 13,2%, порівняно з 2011-м роком. Середня густина населення становила 34,1 осіб/км².
З офіційних мов обидвома одночасно володіли 5 жителів, тільки англійською — 220. Усього 5 осіб вважали рідною мовою не одну з офіційних.
Працездатне населення становило 53,5% усього населення, рівень безробіття — 39,1% (41,7% серед чоловіків та 30% серед жінок). 95,7% осіб були найманими працівниками, а 8,7% — самозайнятими.

## Клімат
Середня річна температура становить 2,8°C, середня максимальна – 19,3°C, а середня мінімальна – -14,6°C. Середня річна кількість опадів – 1 433 мм.
| Клімат поселення                              | Клімат поселення | Клімат поселення | Клімат поселення | Клімат поселення | Клімат поселення | Клімат поселення | Клімат поселення | Клімат поселення | Клімат поселення | Клімат поселення | Клімат поселення | Клімат поселення | Клімат поселення |
| Показник                                      | Січ.             | Лют.             | Бер.             | Квіт.            | Трав.            | Черв.            | Лип.             | Серп.            | Вер.             | Жовт.            | Лист.            | Груд.            |                  |
| Середній максимум, °C                         | −4,26            | −4,6             | −0,67            | 4,96             | 10,54            | 16,41            | 19,31            | 18,80            | 13,61            | 8,03             | 2,47             | −2,83            |                  |
| Середня температура, °C                       | −9,23            | −9,57            | −5,63            | 0,00             | 5,57             | 11,45            | 16,18            | 15,65            | 10,47            | 4,89             | −0,67            | −5,95            |                  |
| Середній мінімум, °C                          | −14,2            | −14,55           | −10,6            | −4,97            | 0,60             | 6,47             | 13,05            | 12,53            | 7,34             | 1,74             | −3,79            | −9,09            |                  |
| Норма опадів, мм                              | 165              | 114              | 90               | 77               | 87               | 117              | 96               | 128              | 125              | 141              | 137              | 156              |                  |
| Середньомісячна швидкість вітру, м/с          | 4.93             | 4.69             | 4.80             | 4.60             | 4.22             | 4.08             | 3.75             | 3.89             | 4.25             | 4.39             | 4.60             | 4.78             |                  |
| Середньомісячна сонячна радіація, кДж/м²·день | 3426             | 6392             | 10703            | 14492            | 17552            | 19202            | 18507            | 15607            | 11415            | 6781             | 3643             | 2552             |                  |
| --------------------------------------------- | ---------------- | ---------------- | ---------------- | ---------------- | ---------------- | ---------------- | ---------------- | ---------------- | ---------------- | ---------------- | ---------------- | ---------------- | ---------------- |
| Джерело:                                      |                  |                  |                  |                  |                  |                  |                  |                  |                  |                  |                  |                  |                  |